# Les Escoles (la Selva de Mar)
Les Escoles és una obra de la Selva de Mar (Alt Empordà) inclosa a l'Inventari del Patrimoni Arquitectònic de Catalunya. Ési a l'entrada del nucli urbà de la població, a la banda dreta de la carretera que porta a la Selva de Mar des del Port de la Selva.

## Descripció
Edifici de planta rectangular amb un annex, amb coberta de teula àrab a quatre vessants. Les façanes exteriors estan revestides de blanc. Les obertures a les diferents sales són de secció rectangular, sense emmarcaments de cap mena, el mateix succeeix amb les portes. La façana principal, que dona pas a l'accés al centre, presenta quatre grans obertures en finestrals i emmarcat de fusteria blava. El centre està envoltat d'un gran pati i zona d'esbarjo.

## Història
Aquestes escoles foren construïdes durant la segona República. A data de 25 de febrer de 1933, sota el mandat de l'alcalde Antoni Climent, queda registrada la sessió extraordinària del Consistori on s'acordà començar a realitzar tots el tràmits burocràtics oportuns. A la sessió del dia 10 de novembre de 1935 presidida pel mateix l'alcalde, aquest anuncia que les escoles són finalment acabades. Emplaçades a l'entrada del poble, a la banda dreta, representaven durant molts anys l'exponent cultural més important de la població, cosa que honora el Consistori d'aquella època, regit pel batlle Antoni Climent, car no escatimà esforços per a obtenir una nova escola. Durant els anys 90 del segle xx es va reformar el Centre Cultural i d'esbarjo «Les Escoles», que té la seu en el mateix edifici.